# Бессарабский диалект болгарского языка
Бессарабский диалект болгарского языка — это диалект болгарского, на котором говорят болгары — жители Бессарабии — исторической области, включающей Молдавию, Приднестровье и юго-западную часть Украины с преобладающим болгарским населением. Относится к восточноболгарским диалектам балканской группы подбалканского говора. Но также имеет и признаки центральнобалканского говора.

## Формирование диалекта
Формировался в основном в период с 1790-е по 1850-е годы, в результате переселения части болгар из Болгарии на территорию Бессарабии после руско-турецкой войны (1806-1812), большая волна переселенцев после войны (1828-1829), а затем после Крымской войны (1853-1856), в результате вторичного, „внутреннего” переселения сёла с эти типом говора появляются и в Таврии. Затем диалект менялся по своим внутренним законам и языковым особенностям, сохранённым из Болгарии. Также диалект менялся по внешним причинам (из-за исчезновения некоторых вещей из обихода и заимствований из соседних и часто слышимых языков, таких как русский (например: жара, жизня, пацан и др).

## Классификация
На территории Бессарабии говоры в основном подбалканского типа. По ряду особенностей они объединяются между собой, но по типу членной морфемы они могут быть разделены на две подгруппы: о-диалект /снẹг̀о, кр̀ъсникọ/ и ъ-диалект. Важные особенности о-диалекта - это членная морфема -о, которая отделяет его от других подбалканских говоров. Но надо обозначить, что эта морфема не присутствует в существительных именах в говорах всех сел, а только в некоторых из них, например в говоре с. Кирсово — крạк̀о, кр̀ъсникọ, в то время как в говорах других поселений, например в с. Новая Ивановка, открывается только в прилагательных и чеслительных именах и местоимениях мужского рода, ед. числа — гọл̀емиọ, п̀ървиọ. В свою очередь подгруппа ъ-диалект в Атласе болгарских говоров в СССР делится на еще две подгруппы: а/ чумленско-твардицкая /сниг̀ъ, кр̀ъсникạ/ и б/ болградская /сниг̀ъ, кр̀ъсникạ/. Одни из самых распространённых говоров чумленско-твардицкой подгруппы это: чумлекёвский говор, кортенский, твардицкий, гюльмянский. Только кортенский говор распространён в пределах молдавской части Бессарабии, другие говоры функционируют с двух сторон нынешней границы между Республикой Молдова и Украиной.

## Диалектные особенности
Обозначения используемые далее:
- Буква Щ читается как ШТ, например, «поща» читается как пошта.
- Буква Ъ обозначает нейотированный гласный звук, который может быть как ударным [ɤ̞], так и безударным звуком средним между /a/ и /ɤ̞/ – [ɐ] (обозначаемый - ạ). У этого безударного звука непостоянное произношение и иногда его аллофоны могут произноситься ближе к [a], а иногда ближе к [ɤ̞][1].
- Буквосочетание ДЖ обозначает аффрикату [d͡ʒ].
- Буква S обозначает звук [ʣ] как в глаголe «са парsалям».

### Грамматика
- Как и в литературном болгарском, отсутствуют падежи.
- Отсутствуют деепричастия. Вместо «Играейки на слънцето, децата се умориха», как в литературном болгарском, бессарабские болгары скажут [Дицатạ сạ умурихạ, гату играяхạ на слънцету]. Также в диалекте отсутствуют условное наклонение и действительное причастие настоящего времени.
- Использование для образования будущего времени вспомогательного глагола «ще» в видоизменённом виде - «шạ»[4]. Пример: [Ас шạ утида при кумшиити]. В литературном болгарском «Аз ще отида при съседите».
- Существенная особеность, (по проф. Ст. Стойкову), подбалканского говора, которая отделяет его от центральнобалканского говора, это отсутствие агломеративных форм при одушевленных именах существительных мужского рода: [дадух на Иван], [пувиках Пенчу]. В языке болгар Бессарабии однако наблюдается обратное, т.е. наличие этих т.н агломеративных (падежных, родительно-винительных) форм: [казах на д’ада], [ход’ах при тет’а], [пувиках Г’орг’а]. По этому признаку говор связывается с центральнобалканским диалектом, а не с подбалканским.

### Фонетика

#### Гласные
- Из-за того что бессарабский диалект относиться к восточноболгарским диалектам болгарского языка, в нём есть редукция в безударных слогах. Присутствует редукция буквы о на букву у[4]: [умурени], вместо «уморени»; слово [уда], вместо «вода»; [гура], вместо «гора».
- Редукция е в и: «зилену», вместо «зелено». Редукция ъ и а в безударных слогах на ạ[4]: [сạрце] - «сърце»; [мạжъ] - «мъжъ»; [кạде] - «къде»; [ас сạм] - «аз съм».
- В заимствованиях из русского языка сохраняется русский тип редукции о>а[4]: [ф калхоза]; [девачката].
- Сонорная редукция неударной гласной [и] в гласную [ʼа] перед твёрдыми слогами или согласными в послеударном положении в суффиксах -ин, -ина, -ино и -ик:[4]

[с’арак] – «сирак», [куп’ал] – «купил», [тр’анайси] – «тринадесети», [чет’ари] – «четири»; [мумич’анци] – «момиченце», [бъ̀лгạр’ạн], [ту́рч’ạн], [и́ст’ạна], [су́тр’ạнạ]; [ба́б’ạн], [Со́нк’ạн], [пунде́л’н’ạк], [фто́рн’ạк] вместо – «българин», «турчин», «истина», «сутрин»; «бабин», «Сонкин», «понеделник», «вторник».
гласная а̀ под ударением в окончаниях глаголов в ед. числе, настоящем времени и в существительных именах женского род на -а̀: [плита́], [чита́]; [гура́], [жына́].

#### гласные
- Употребление мягких согласных в конце и середине слов значительно расширенно в сравнении с литературным болгарским [1]: [йурде́к’], [кит’ук’], [пипер’], [пазар’], [мигдан’], [харман’], [г’ол’], [парцал’], [урис’], [фес’] и др.
- Также в сочетаниях звуков [ву]/[во] всё больше произносится [у:]/[о:][1]: [сиу:], вместо [сиву]; [красиу:], вместо [красиву]; [прау:], вместо [праву]. Это происходит из ассимиляции [ву]/[во] в [у:]/[о:] по следующему пути: [ву]/[во] → [ўу]/[ўо] → [у:]/[о:].
- В диалекте встречаются следующие случаи ассимиляции:
  - бн>мн: [грамна] - «грабна»; [сръмна] - «сръбна» и др.
  - вн>мн: [клъмна] - «клъвна» и др.
  - дн>нн[4]: [гланна] - «гладна»; [женна] - «жедна»; [сенна] - «седна»; [срянна] - «срядна» и др.
  - дн>н: [ина] - «една»; [ино] - «едно»; [ини] - «едни».
  - дн>мн: [уткрамна] - «открадна».
  - мн>мл: [млогу] - «много».
  - фк>пк: [чопка] - «чофка».

### Лексика
- Сохраненные за 200 лет архаизмы, которые уже не используются в литературном болгарском или изменили смысл, или были заменены.
- В гораздо большем количестве сохранились турцизмы в отличие от литературного болгарского языка (например: [баир’] - от турецкого «bayir», что значит холм; и др).
- Также много слов из молдавского языка, так как болгары и молдаване много времени жили бок о бок и перенимали часто слышимые слова (например: «фạркулицạ» - от румынского «furculiţă», что означает вилка).
- Современные технические термины и названия новых изобретений и предметов взяты преимущественно из русского языка, в отличие от современного болгарского, в котором современные технические и другие термины часто взяты из французского, немецкого, английского языков (например: «морожену», а не «сладолед»).